# 俄罗斯帝国司法部

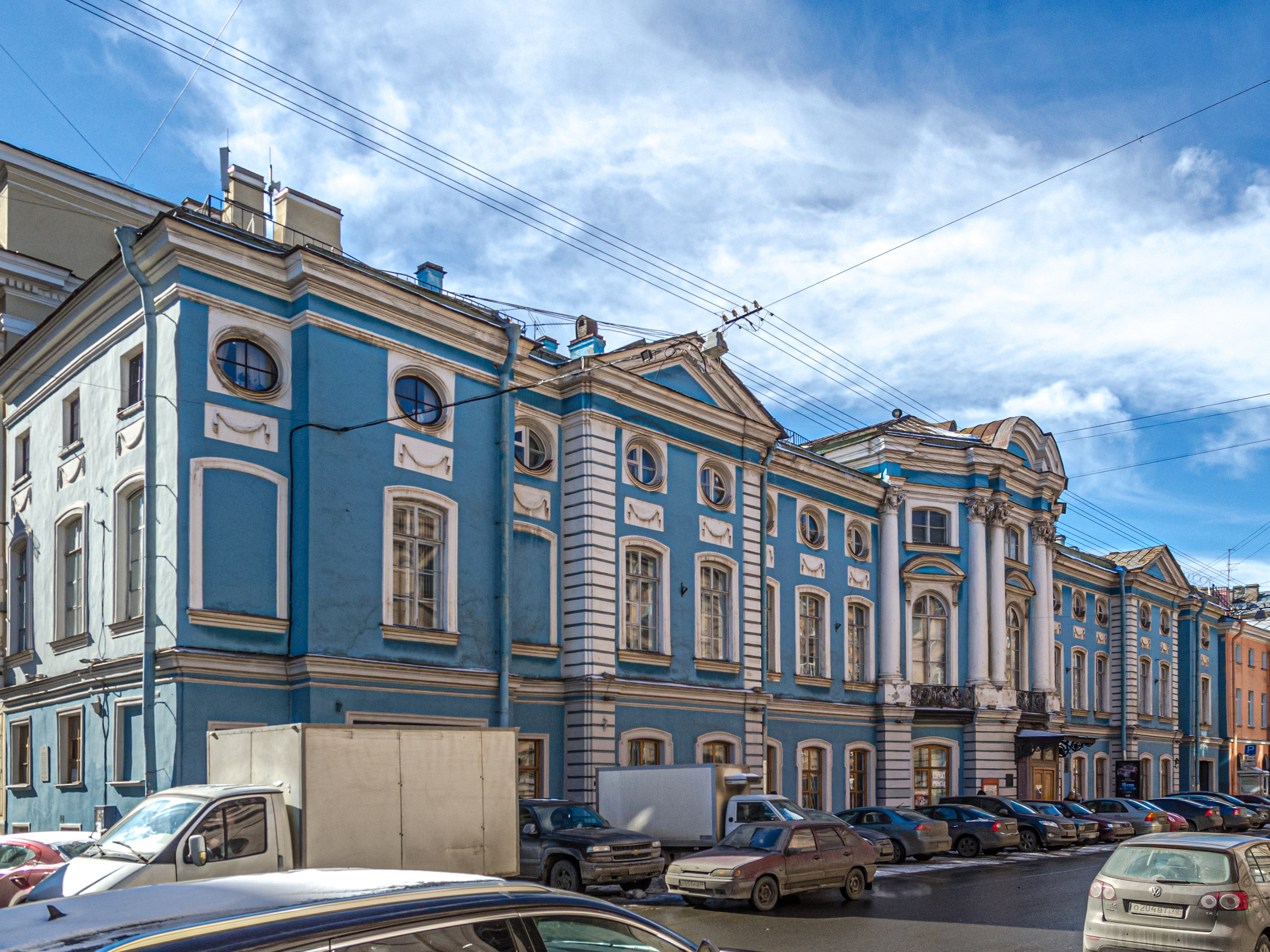
圣彼得堡的舒瓦洛夫大楼是司法部大楼

司法部是俄罗斯帝国的中央行政机关之一，成立于1802年9月8日。该部由司法大臣（同时兼任元老院检察长）领导。

## 结构
- 检察委员会，负责处理从参议院指定给兼任总检察长的司法大臣管辖的案件。
- 第一检察部。
- 第二检察部。
- 鉴定司和鉴定所（自1870年起）。
- 皇家法理学院。
- 司法部莫斯科档案馆。
- 监狱事务委员会和监狱长办公室（自1895年起，由内政部转移到司法部）。